# Pharmakos
Mit Pharmakos (φαρμακός pharmakós) wurde im antiken Griechenland ein menschliches Opfer bezeichnet. Solche Menschenopfer, bei denen das Opfer nicht unbedingt zu Tode kam, sind unter anderem für das antike Attika, Ionien oder Städte wie Abdera belegt. Ihre Deutung in der heutigen althistorischen und anthropologischen Diskussion ist vielfältig; der Pharmakos wird aber häufig mit Reinigungs- und Sündenbock-Ritualen sowie dem Fest der Thargelia in Verbindung gebracht.